# Parafia św. Wawrzyńca i św. Antoniego w Rudzie Śląskiej Wirku
Parafia św. Wawrzyńca i św. Antoniego w Rudzie Śląskiej Wirku – rzymskokatolicka parafia w dekanacie Kochłowice w archidiecezji katowickiej. Została erygowana 17 kwietnia 1869 roku. 
Patronami parafii są św. Wawrzyniec oraz św. Antoni z Padwy. Kościół parafialny zaprojektowany przez Ludwiga Schneidera z Wrocławia poświęcił 19 grudnia 1909 dziekan ks. Franciszek Tylla z Chorzowa. Konsekracji dokonał metropolita wrocławski kardynał Adolf Bertram w 1918.

## Proboszczowie
- Ks. Karol Dittrich (1866–1868) – kuratus kaplicy św. Wawrzyńca
- Ks. Ernest Weinhold (1869–1894) – kuratus, proboszcz
- Ks. Antoni Gutsfeld (1894–1922)
- Ks. Jan Szczygłowski (1922–1953)
- Ks. Leopold Pietroszek (1953–1962)
- Ks. Robert Pucher (1962–1977)
- Ks. Kazimierz Tabacki (1977–1979)
- Ks. Konrad Seligman (1979–1989)
- Ks. Franciszek Zając (1989–2010)
- Ks. Andrzej Nowara (od 2010)

## Grupy parafialne
Na terenie parafii istnieją następujące grupy duszpasterstwa parafialnego:
- Apostolstwo Dobrej Śmierci
- Franciszkański Zakon Świeckich
- Oaza Rodzin − Ruch Światło-Życie
- Stowarzyszenie Dzieci Maryi
- Legion Maryi
- Liturgiczna Służba Ołtarza
- Żywy Różaniec
- Ochronka
- Klub Seniora
- Rycerze Kolumba